# Debbie Dingell
Debbie Dingell, née Deborah Ann Insley le 23 novembre 1953 à Détroit (Michigan), est une femme politique américaine, représentante démocrate du Michigan à la Chambre des représentants des États-Unis depuis 2015.

## Biographie

### Famille et carrière professionnelle
Debbie Dingell est originaire de Détroit dans le Michigan. Après des études à Georgetown, elle devient juriste à General Motors puis lobbyiste, métier qu'elle abandonne en 1981 lorsqu'elle épouse John Dingell, président de la commission sur l'énergie à la Chambre des représentants.  Elle rejoint alors pour la General Motors Foundation (en), qu'elle quitte en 2009. À l'occasion de son mariage, elle change également de parti et devient démocrate.
En 2000, elle dirige la campagne présidentielle d'Al Gore dans le Michigan. De 2007 à 2014, elle siège au bureau des gouverneurs de l'université de Wayne State.

### Représentante des États-Unis
En 2014, elle est candidate à la succession de son mari à la Chambre des représentants. John Dingell est élu du Michigan depuis 59 ans, ce qui fait de lui le représentant ayant servi le plus longtemps de l'histoire américaine,. Elle remporte la primaire démocrate avec 78 % des suffrages face à Raymond Mullins. Elle devient alors la favorite de l'élection dans le 12e district du Michigan, une circonscription démocrate du sud-est de l'État. Elle est élue représentante avec 65 % des voix face à la républicaine Terry Bowman (31,3 %). Elle est la première femme au Congrès à succéder à son mari lorsque celui-ci est encore vivant.
Elle est réélue avec 64 % des suffrages en 2016 et 68 % en  2018, à deux reprises face à l'homme d'affaires et pasteur républicain Jeff Jones,. Au Congrès, elle travaille notamment sur les questions militaires et la protection des Grands Lacs.